# Norbert Kopp

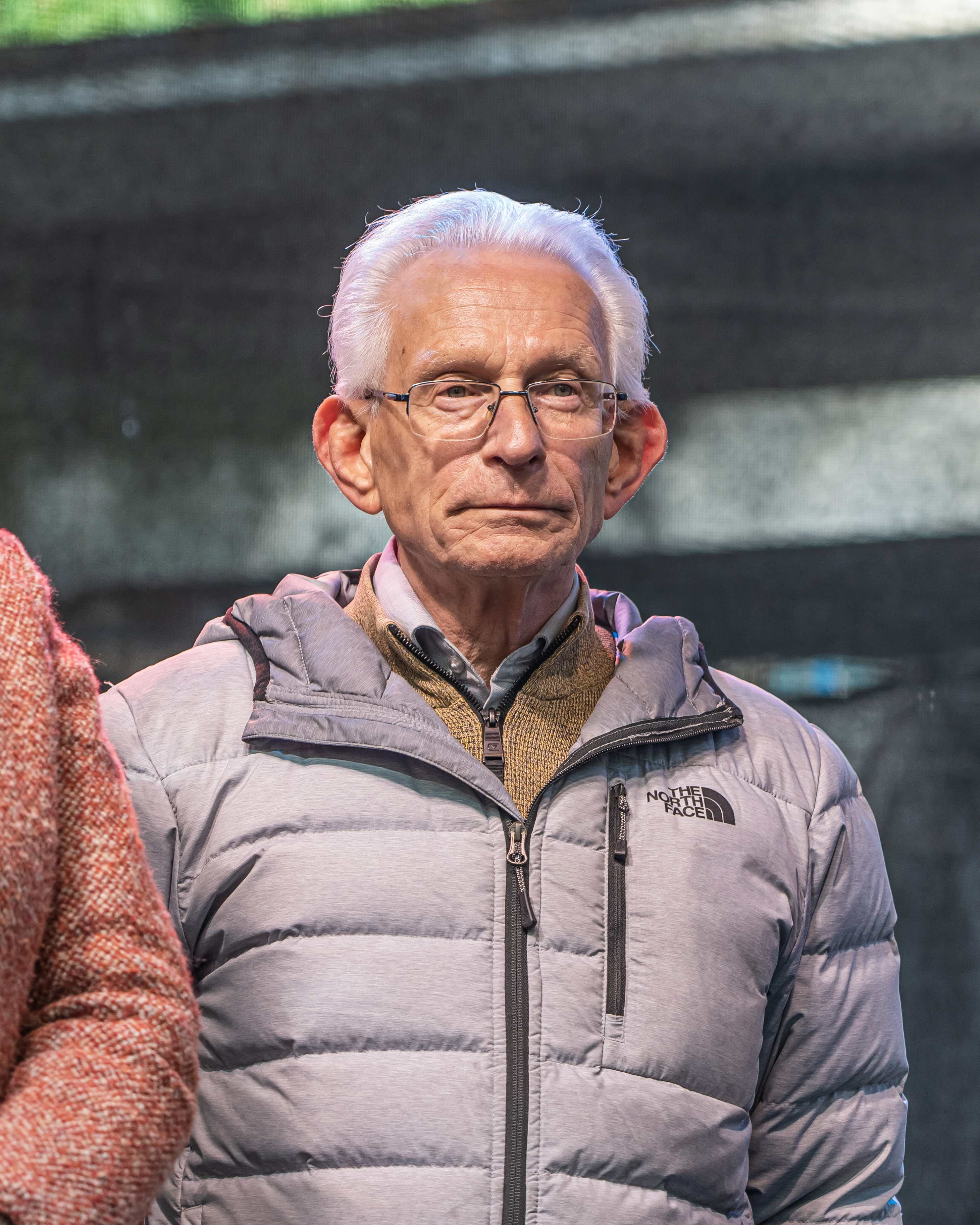
2025

Norbert Kopp (* 22. März 1954 in West-Berlin) ist ein Berliner Politiker (CDU). Von 2006 bis 2016 war er Bezirksbürgermeister von Steglitz-Zehlendorf.

## Leben und Beruf
Nach dem Abitur am Hermann-Ehlers-Gymnasium in Berlin-Steglitz studierte Norbert Kopp Geographie, Mathematik und Kartografie an der Freien Universität Berlin. Von 1980 bis 1995 war Norbert Kopp Mitarbeiter im Statistischen Landesamt Berlin, zuletzt als Referatsleiter für die Entwicklung der Informationstechnik.

## Politik
1983 trat Norbert Kopp in die CDU in Berlin ein. Kopp ist Vorsitzender des CDU-Ortsverbands Südende und stellvertretender Kreisvorsitzender der CDU Steglitz-Zehlendorf. Von 1995 bis 2000 war er für die CDU Bezirksstadtrat für Bauen und Wohnen im damaligen Bezirk Steglitz. Von 2001 bis zum 16. Januar 2002 war er stellvertretender Bezirksbürgermeister und Bezirksstadtrat für Bildung, Kultur und Sport im Bezirk Steglitz-Zehlendorf. 2004 übernahm er bis Oktober 2006 den Fraktionsvorsitz der CDU in der Steglitz-Zehlendorfer Bezirksverordnetenversammlung (BVV). Vom 15. November 2006 bis 2016 war Kopp Bezirksbürgermeister von Steglitz-Zehlendorf, zudem von 2006 bis 2011 Leiter der Abteilung Personal und Finanzen, ab 16. November 2011 Leiter der Abteilung Personal, Finanzen und Wirtschaftsförderung.
In einer parteiinternen Abstimmung unterlag Kopp, der gerne für weitere zwei Jahre Bezirksbürgermeister von Steglitz-Zehlendorf bleiben wollte, gegen Cerstin Richter-Kotowski. Richter-Kotowski wurde am 9. November 2016 von der BVV zur Bezirksbürgermeisterin gewählt.

## Ehrenamt und Mitgliedschaften
Kopp ist stellvertretender Kirchenvorstandsvorsitzender der Katholischen Kirchengemeinde Sankt Benedikt in Steglitz.
Er ist Mitglied unter anderen in folgenden Vereinen bzw. folgender Stiftung:
- VfK Berlin-Südwest
- Deutsches Rotes Kreuz
- Unionhilfswerk
- Verband Deutscher Städtestatistiker
- Verband der Reservisten der Deutschen Bundeswehr
- Gesellschaft für Christlich-Jüdische Zusammenarbeit in Berlin
- Deutsche Lebens-Rettungs-Gesellschaft Steglitz-Zehlendorf
- Gerhard Jaeck Stiftung[3]